# Pauline Cushman, the Federal Spy
Pauline Cushman, the Federal Spy è un cortometraggio muto del 1913 diretto da Oscar Eagle.

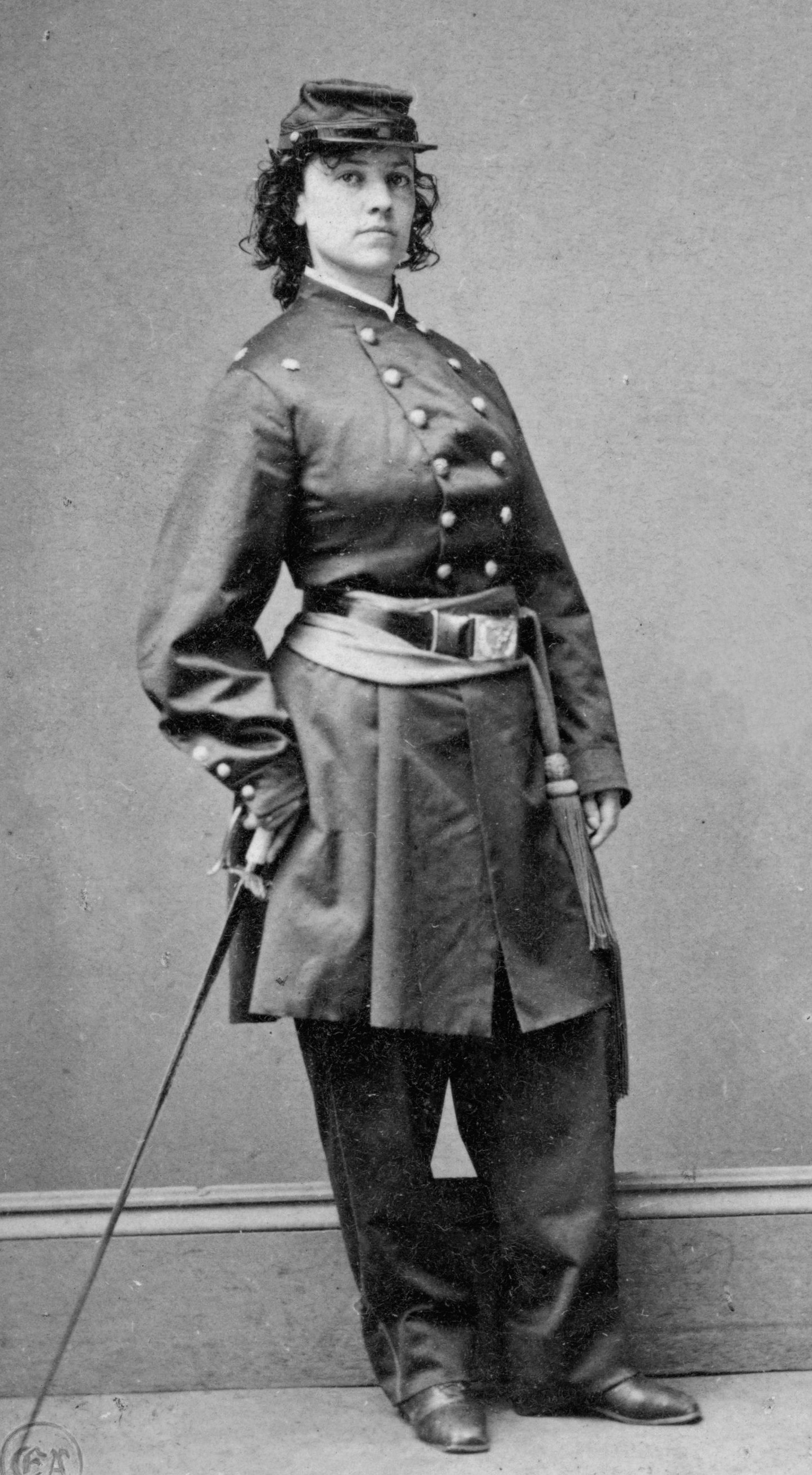
Pauline Cushman (c.1865)

La storia (in due rulli) è ambientata al tempo della Guerra di Secessione e ha come protagonista l'attrice teatrale Pauline Cushman (1833-1897) che, al tempo della guerra tra Nord e Sud, fu una spia degli unionisti.

## Trama
Pauline Cushman lascia il teatro per diventare agente segreto del governo federale. Lavorando con Henry, Pauline evita la morte per fucilazione due volte.

## Produzione
Il film fu prodotto dalla Selig Polyscope Company che mise in cantiere anche un altro cortometraggio dedicato ai confederati, Belle Boyd, a Confederate Spy.

## Distribuzione
Distribuito dalla General Film Company, il film uscì nelle sale cinematografiche statunitensi il 24 marzo 1913.